# Princípios combinatórios
Nos resultados práticos das Combinatórias, algumas regras combinatórias ou Princípios combinatórios são empregados, tais como:
- A regra da adição
- A regra do produto
- duplo cálculo (prova técnica)
- Princípio de Pigeonhole
- Princípio da inclusão e exclusão
- Método do elemento distinto
- Gerador de funções
- Relação de recorrência